# Cmentarz wojenny nr 47 – Konieczna
Cmentarz wojenny nr 47 – Konieczna – austriacki cmentarz z I wojny światowej, zaprojektowany przez Dušana Jurkoviča znajdujący się we wsi Konieczna w powiecie gorlickim, w gminie Uście Gorlickie. Jeden z ponad 400 zachodniogalicyjskich cmentarzy wojennych zbudowanych przez Oddział Grobów Wojennych C. i K. Komendantury Wojskowej w Krakowie. Należy do I Okręgu Cmentarnego Nowy Żmigród.

## Opis
Obiekt znajduje się na przycerkiewnym cmentarzu unickim. Na planie prostokąta, zajmuje powierzchnię około 55 m², otoczony jest kamiennym murem wysokości około 50 cm, na rogach którego znajdują się sześcienne bryły, wycięte w taki sposób, że patrząc na nie z każdej strony widzimy równoramienny krzyż. Na cmentarzu zrekonstruowano dwa duże drewniane krzyże z daszkami łaciński i prawosławny. Na obu krzyżach widnieje napis 1915.
Na cmentarzu pochowano 126 żołnierzy w 3 mogiłach zbiorowych poległych w okresie od stycznia do marca 1915:
- 108 żołnierzy rosyjskich
- 18 żołnierzy austriackich z 47 IR

## Galeria

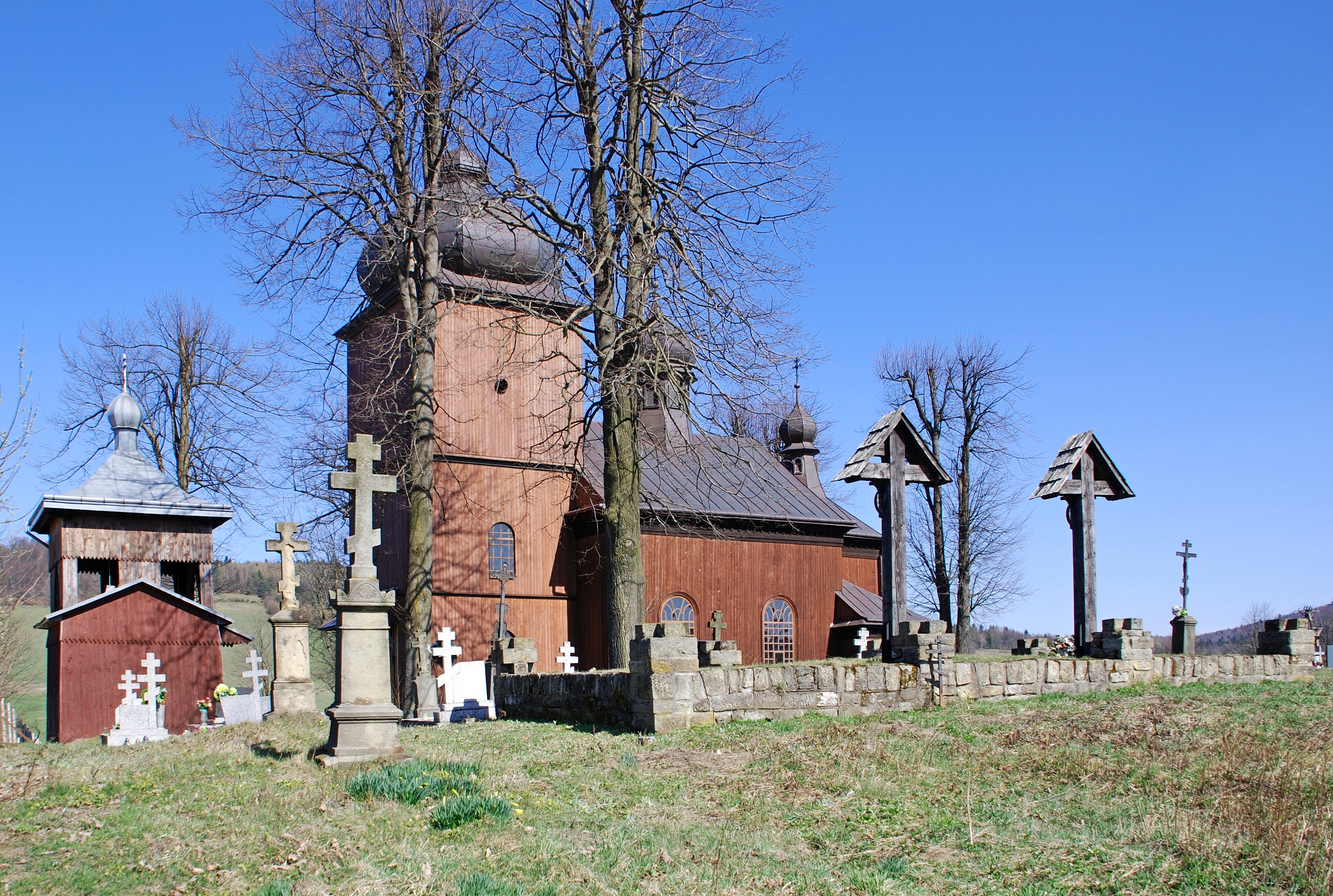
Widok ogólny
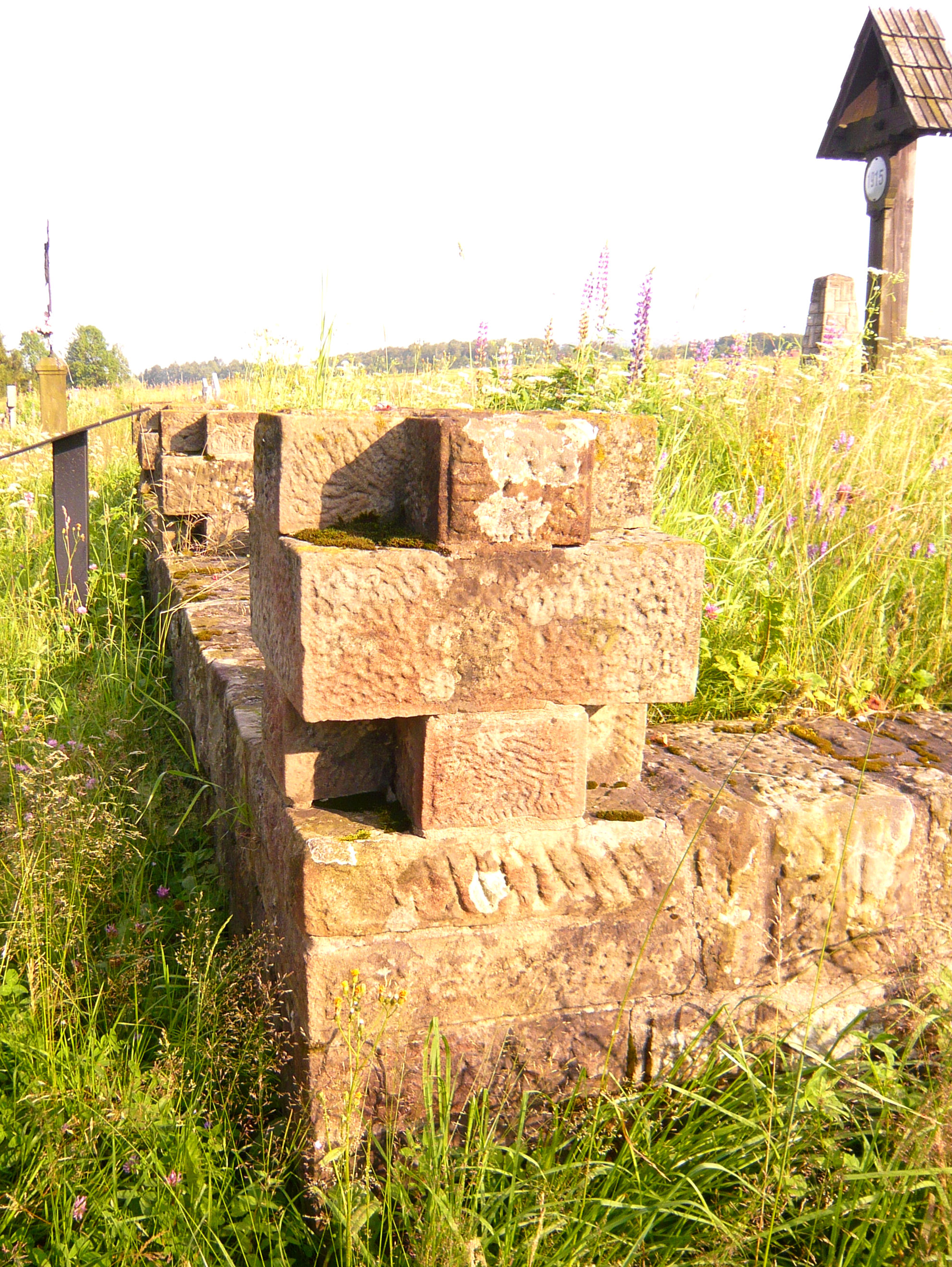
Element ogrodzenia charakterystyczny dla kilku cmentarzy projektowanych przez Dušana Jurkoviča
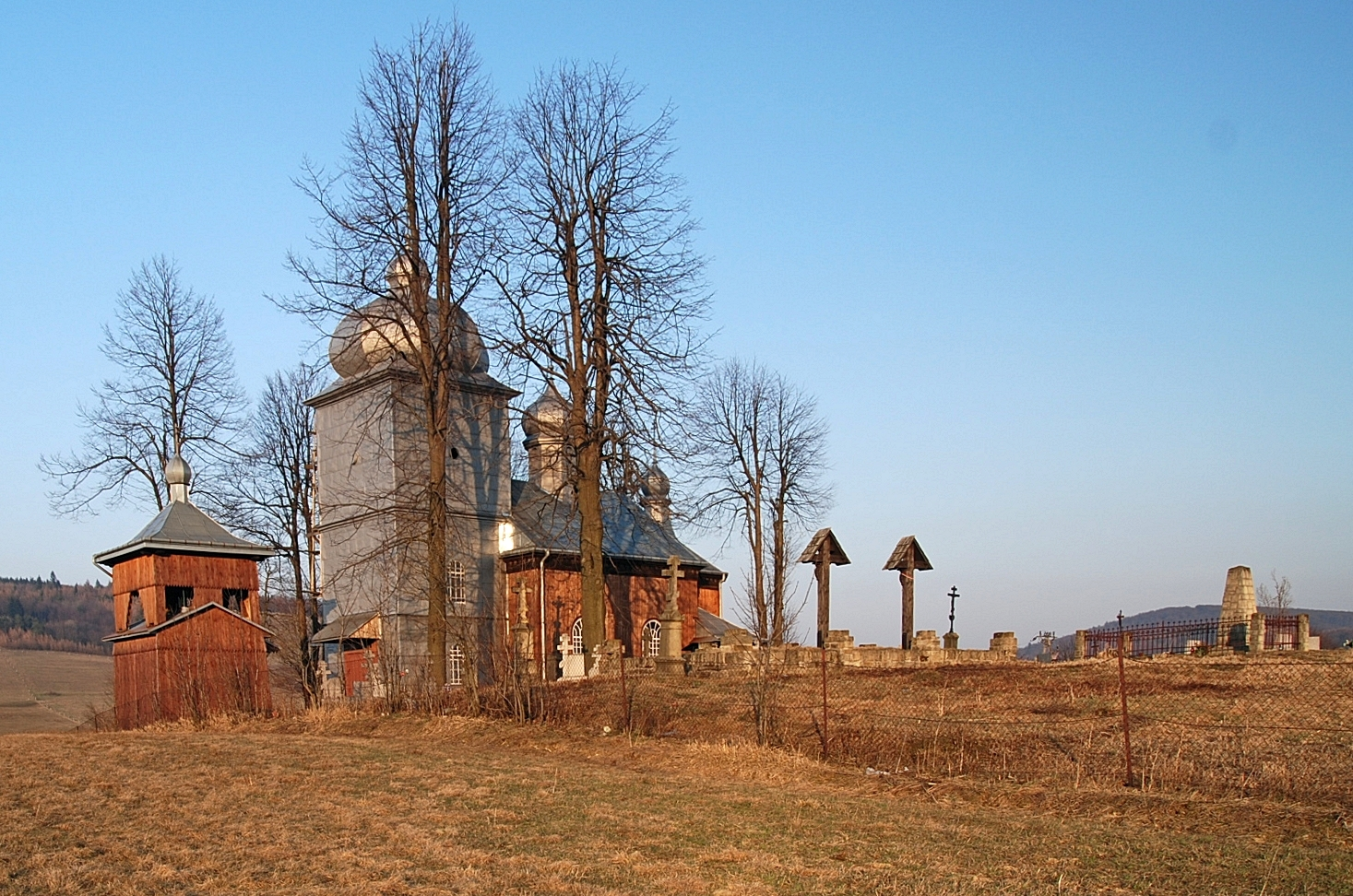
Widok od strony zachodniej